# Abraham Johannes Maas
Abraham Johannes Maas (Vrouwenpolder, 11 november 1883 - Zeist, 17 februari 1939) was een Nederlands luitenant-kolonel en grondlegger van de Nederlandse Luchtdoelartillerie.

## Levensloop

### Jaren 10

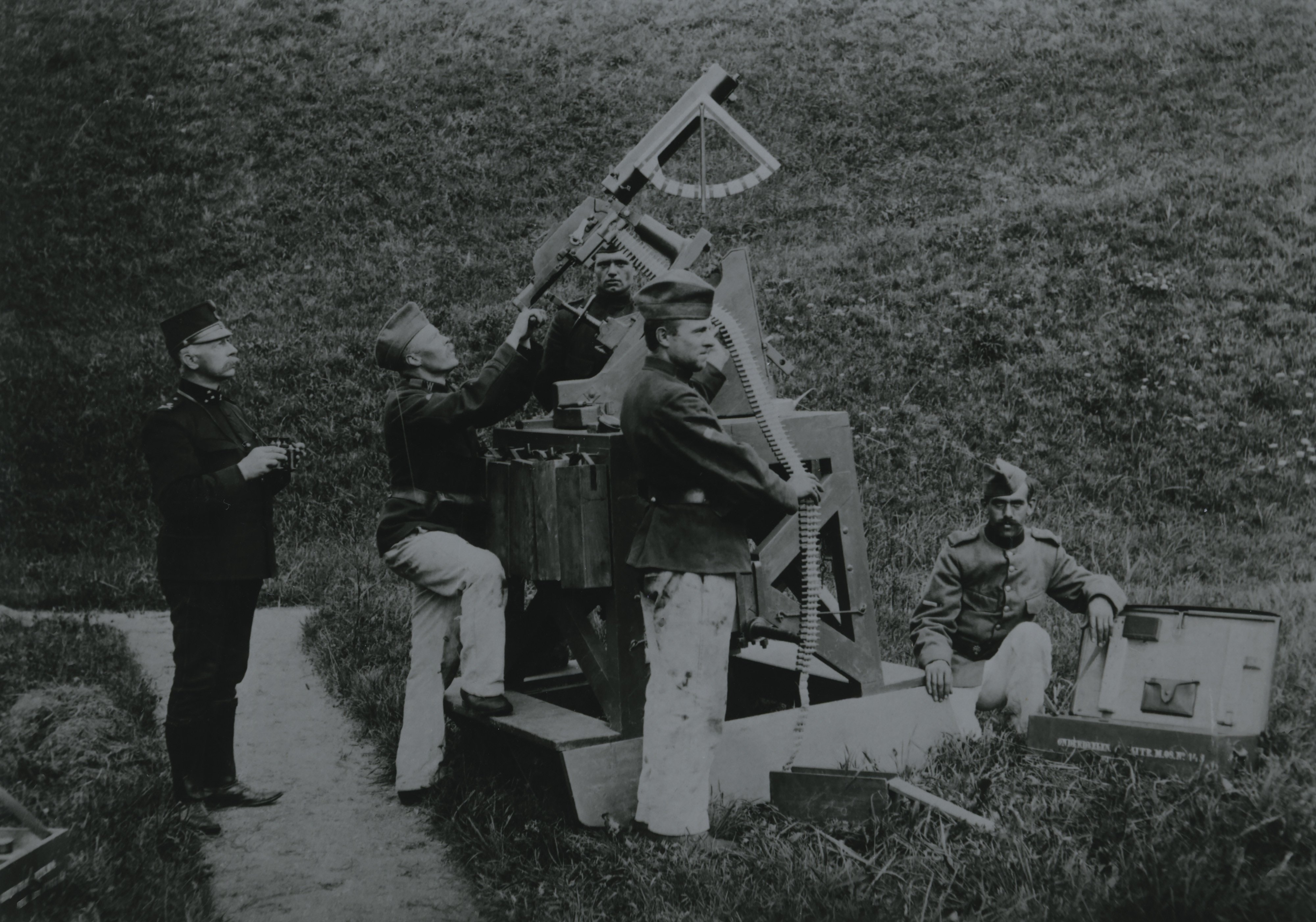
Een houten affuit voor de Schwarzlose M.08-mitrailleur met draadvizier, voor het beschieten van vliegtuigen, ontwikkeld door Maas en Simons in 1915.

Als eerste luitenant was Abraham Maas aan het begin van de Eerste Wereldoorlog ingedeeld bij het 3e bataljon van het 4e Regiment Vestingartillerie. Hij was gelegerd in Fort Prins Frederik bij Ooltgensplaat op Goeree-Overflakkee. Het fort maakte deel uit van de stelling van het Hollandsch Diep en het Volkerak.
In die tijd verkeerden het vliegtuig en het luchtschip als militair-strategisch middel nog in de pioniersfase evenals de middelen om deze te bestrijden. Aangezien Nederland neutraal wilde blijven in een mogelijk conflict, verordonneerde generaal Snijders vijf dagen na de mobilisatie in 1914 tot het verdedigen van het Nederlandse luchtruim.
Maas kreeg in 1915 de opdracht om de luchtverdediging van Fort Prins Frederik te organiseren. Omdat Nederland geen eigen wapenindustrie van betekenis bezat en door de moeizame verkrijgbaarheid van militair materieel in de eerste oorlogsjaren, diende hij te improviseren. Hij begon met het ontwikkelen van affuiten voor de Schwarzlose M.08 mitrailleur zodat die 360 graden kon draaien een elevatie van 80 graden kon maken. Hij werkte daarbij samen met luitenant G. Simons, die een draadvizier ontwikkelde. Verder werkte hij schietregels uit voor het bestrijden van luchtdoelen met dit wapen.
Later kreeg hij de beschikking over zwaardere vuurmonden 10cm Brons van de Marine en het stuk 12-lang-staal. Deze kanonnen bleken echter ongeschikt door de veel te lange herlaadtijd. Ook elders werd met zwaardere stukken geëxperimenteerd, zij het met wisselend succes.
In 1916 werd de 1e Mitrailleurcompagnie der vestingartillerie aangewezen om de stelling van Amsterdam te verdedigen met Schwarzlose mitrailleurs voorzien van Maas' affuiten en richtmiddelen. Enige maanden later volgde Fort Pannerden in het oosten van het land, mogelijk naar aanleiding van een grensoverschrijding door een Duits luchtschip. Maas leidde inmiddels in Ooltgensplaat de stuksbedieningen op.
Vanaf 1 maart 1917 (sommige bronnen spreken van 16 april) werd de Mitrailleurcompagnie met bedienend personeel omgedoopt in Luchtafweer Afdeling (LAA). Hiermee was de eerste luchtdoelartillerie-eenheid geboren.
De Nederlandse regering slaagde er pas in 1917 in om specifieke luchtafweermiddelen aan te schaffen: een drietal Vickers 3 inch vuurmonden op een Thornycroft vrachtwagen, met munitie en afstandsmeters. Op 7 april 1917 arriveerde het eerste exemplaar uit Engeland. Het systeem kreeg in Nederlandse de aanduiding 8TL (8 cm tegen luchtdoelen). Maas paste de schiettabellen aan van Britse naar Nederlandse eenheden en beproefde het systeem op de Scheveningse boulevard. Met het nieuwe materieel werd de Luchtafweer Motorbatterij (LAMB) werd opgericht. De naamgeving doelde daarbij op het mobiele optreden dat met dit materieel mogelijk was. De eenheid kwam onder bevel te staan van luitenant Maas en werd gelegerd in Delft.

### Jaren 20
De LAA en LAMB werden bij Koninklijk besluit van 26 mei 1922 samen gevoegd tot het Korps Luchtdoelartillerie. Maas, inmiddels bevorderd tot kapitein werd commandant van de schoolcompagnie.
In 1922 werd hij een half jaar gedetacheerd bij de Franse luchtdoelartillerie. In Nîmes verdiepte hij zich in de tactieken, ideeën en luchtverdedigingsmiddelen van de Franse leger. Met de aldaar opgedane kennis speelde hij een voorname rol bij de uitbouw van het korps. Hij werd daartoe drie dagen per week gestationeerd bij de Generale Staf in Den Haag.
Halverwege de jaren twintig verdiepte hij zich in de strategische ontwikkelingen die nodig waren bij de krijgsmacht en de luchtverdediging.
Hij ageerde tegen de versnippering van de luchtverdediging over verschillende directoraten bij de krijgsmacht. Zo vielen de kanonnen onder de Inspecteur der Artillerie, de zoeklichten onder de Inspecteur der Genie en het Korps Luchtwachtdienst dat de doelmeldingen verzorgde, viel onder de Inspecteur van de vrijwillige Landstorm. De weinige vliegtuigen van de Luchtvaartafdeeling vielen ten slotte de Generale Staf. Dit leidde tot een zeer gebrekkige samenwerking.
Ook gaf hij zijn mening in het debat dat destijds werd gevoerd over het belang en risico van strijdgassen. Naar Maas' mening was de effectiviteit van strijdgassen door de steeds voorlopende ontwikkeling van beschermingsmiddelen inmiddels achterhaald. Hoewel er in WOI veel slachtoffers waren gevallen, gebeurde dat met name onder onbeschermd personeel.
Hij mengde zich in het publieke debat over nationale ontwapening en de toekomst van de krijgsmacht. Hij keerde zich daarbij tegen het antimilitarisme van het interbellum en tegen de bezuinigingen op de krijgsmacht tijdens de crisisjaren. Zijn standpunten zette hij uiteen in lezingen en publicaties, waaronder een brochure die door Menno ter Braak in het studentenblad Propria Cures gerecenseerd werd met de woorden "Voor de eerste maal is hier geleverd, wat in dit netelige en hoogst belangrijke vraagstuk vereist werd: een deskundig overzicht van feiten en cijfers".

### Jaren 30

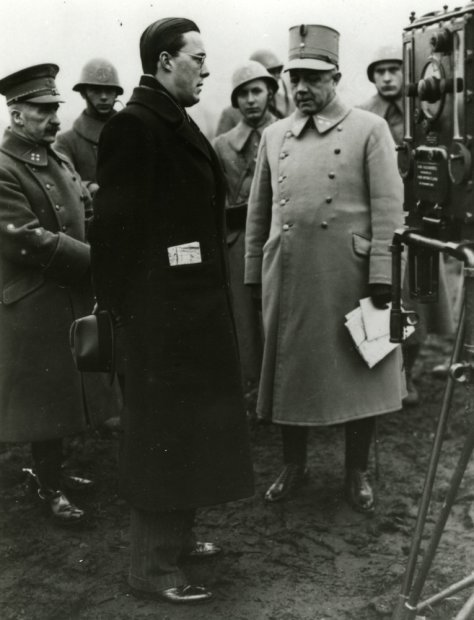
A.J. Maas (rechts) in gezelschap van Prins Bernhard (midden) en commandant veldleger W. Roëll, 1936.

In 1934 werd Maas lid van de negenhoofdige Commissie luchtverdediging afsluitdijk zuiderzeewerken. Deze commissie werd ingesteld nadat de regering op prinsjesdag 1933 f 2,5 miljoen uittrok (destijds een enorm bedrag) voor de aanschaf van kanonnen en zoeklichten voor de verdediging van de afsluitdijk. De afsluitdijk was van belang voor de beheersing van het waterpeil ten behoeve van de Nieuwe Hollandse Waterlinie.
Pas tussen 1935 en 1940 werd de Nederlandse luchtdoelartillerie fors uitgebreid en vond eindelijk de door Maas bepleitte centralisatie plaats. In 1938 werd het korps opgewaardeerd tot een brigade bestaande uit twee regimenten luchtdoelartillerie en een brigadestaf. De eenheid stond onder leiding van kolonel J.M. ridder van Rappard Maas werd bevorderd tot luitenant-kolonel en aangesteld als commandant van het Eerste Regiment.
Kort na zijn aanstelling werd hij ziek. Een half jaar later overleed hij in het Christelijk Sanatorium in Zeist. Hij werd begraven op begraafplaats Den-en-Rust in zijn woonplaats Bilthoven.

## Na zijn overlijden
Niet lang na zijn overlijden brak de Tweede Wereldoorlog uit. De vrees van Maas dat Nederland onvoldoende bewapend zou zijn, werd bewaarheid. Toch wist het korps dat hij had opgebouwd zich relatief goed te verweren tegen het Duitse luchtoverwicht: tussen 10 en 14 mei 1940 werden door de twee regimenten 314 vijandelijke vliegtuigen neergehaald.
Tegenwoordig wordt Maas beschouwd als grondlegger van de Nederlandse luchtdoelartillerie. In 1957 kreeg de kazerne van het luchtdoelartillerieschietkamp aan de Nieuweweg in Den Helder de naam Luitenant-kolonel Maaskamp.